# Zeppo Marx
Zeppo Marx, pseudonimo di Herbert Manfred Marx (New York City, 25 febbraio 1901 – Palm Springs, 29 novembre 1979), è stato un attore, comico e imprenditore statunitense.

## Biografia
Fece parte del celebre quartetto di comici, i "fratelli Marx" con Chico, Harpo e Groucho, diventato successivamente trio, poiché Zeppo, dopo avere interpretato in alcuni dei loro primi film un ruolo romantico e leggero, si ritirò dalle scene nel 1933, alla scadenza del contratto che i Marx avevano con la Paramount Pictures. La sua carriera continuò come imprenditore. Con l'aiuto del fratello Gummo, Zeppo aprì un'agenzia per artisti a Hollywood, vendendola anni dopo per una cifra a sette zeri alla Music Corporation of America. Successivamente si dedicò all'allevamento di cavalli, altra impresa che ottenne grande successo.
Si costruì poi un laboratorio dove inventò una guarnizione per un tubo di connessione degli aeroplani. Vendette l'allevamento di cavalli, brevettò l'invenzione, alla quale l'Aviazione degli Stati Uniti si dimostrò interessata, dunque Zeppo ampliò il proprio laboratorio per la produzione di questa guarnizione, arrivando a impiegare 250 dipendenti. Successivamente, assieme a Harpo (il quale, nella sua autobiografia Harpo Speaks, descrive le attività imprenditoriali del fratello), si lanciò in un business di frutticoltura a Palm Springs, producendo pompelmi.

## Vita privata
Si sposò due volte. Adottò due figli dal primo matrimonio con Marion Benda, dalla quale divorziò nel 1954. Adottò poi il figlio di Barbara Blakeley, la seconda moglie. Nel suo libro, la Blakeley descrive Zeppo come un uomo molto geloso, che una volta afferrò Victor Rothschild alla gola solo per aver parlato con lei. Barbara iniziò poi a frequentare Frank Sinatra e lasciò Zeppo nel 1973, risposandosi con Sinatra tre anni dopo, e rimanendo al suo fianco fino all'ultimo.

## Filmografia
- Humor Risk, regia di Richard Smith (1921)
- Le noci di cocco (The Cocoanuts), regia di Robert Florey e Joseph Santley (1929)
- Animal Crackers, regia di Victor Heerman (1930)
- Monkey Business - Quattro folli in alto mare (Monkey Business), regia di Norman Z. McLeod (1931)
- I fratelli Marx al college (Horse Feathers), regia di Norman Z. Mc Leod (1932)
- La guerra lampo dei Fratelli Marx (Duck Soup), regia di Leo McCarey (1933)

## Doppiatori italiani
- Ambrogio Colombo in Le noci di cocco, Animal Crackers, Monkey Business - Quattro folli in alto mare (doppiaggi tardivi)
- Claudio Capone in La guerra lampo dei Fratelli Marx (doppiaggio tardivo)
- Roberto Pedicini in I fratelli Marx al college (doppiaggio tardivo)